# Белая Горка (Ленинградская область)
Белая Горка — деревня в Волошовском сельском поселении Лужского района Ленинградской области.

## История
Впервые упоминается в писцовых книгах Шелонской пятины 1498 года, как погост  Бельской, он же погост Белая Горка на озере Сядимере, центр Бельского погоста Новгородского уезда.
Погост Бельской и близ него усадьба купца Богданова, упоминаются на карте Санкт-Петербургской губернии Ф. Ф. Шуберта 1834 года.

БЕЛАЯ ГОРКА — деревня принадлежит коллежской асессорше Софье Ден, число жителей по ревизии: 3 м. п., 4 ж. п.

и поручице Александре Назимовой, число жителей по ревизии: 3 м. п., 5 ж. п. (1838 год)

Погост Бельской отмечен на карте профессора С. С. Куторги 1852 года.

БЕЛАЯ ГОРКА — деревня господина Гомозова, по просёлочной дороге, число дворов — 1, число душ — 3 м. п. (1856 год)

БЕЛАЯ ГОРКА — деревня, число жителей по X-ой ревизии 1857 года: 18 м. п., 17 ж. п.

БЕЛОЕ (БЕЛЬСКИЙ) — погост при озере Бельском, число дворов — 4, число жителей: 12 м. п., 14 ж. п.

ГОРКА БЕЛАЯ — мыза владельческая при озере Бельском, число дворов — 1, число жителей: 3 м. п., 4 ж. п. (1862 год)

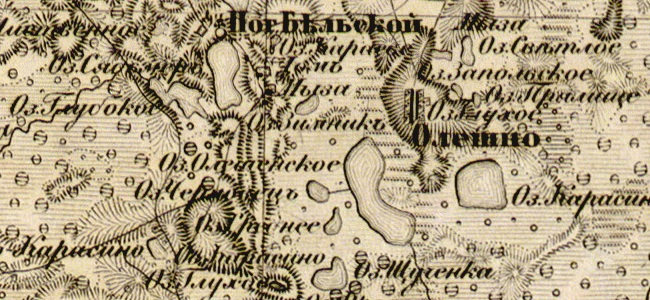
Деревня Белая Горка на карте 1863 года

Согласно карте из «Исторического атласа Санкт-Петербургской Губернии» 1863 года на месте современной деревни находился Бельской погост.
Согласно подворной описи 1882 года:

БЕЛАЯ ГОРКА — деревня Олешенского общества Бельско-Сяберской волости
  
домов — 8, душевых наделов — 7,  семей — 3, число жителей — 10 м. п., 8 ж. п.; разряд крестьян — временнообязанные

Сборник Центрального статистического комитета описывал его так:

БЕЛАЯ ГОРКА — село бывшее владельческое, дворов — 2, жителей — 16; церковь православная, лавка. (1885 год)

Согласно материалам по статистике народного хозяйства Лужского уезда 1891 года имение при селении Белая Горка площадью 173 десятины принадлежало местному крестьянину Ф. Иудину, имение было приобретено в 1886 году за 6500 рублей.
В XIX — начале XX века деревня административно относилась к Бельско-Сяберской волости 4-го земского участка 2-го стана Лужского уезда Санкт-Петербургской губернии.
По данным «Памятной книжки Санкт-Петербургской губернии» за 1905 год деревня Белая Горка входила в Олешенское сельское общество, 606 десятин земли в деревне принадлежали дворянке Августе Кондратьевне Войвод.
По данным 1933 года деревня Белая Горка входила в состав Островенского сельсовета Лужского района.
По данным 1966, 1973 и 1990 годов деревня Белая Горка входила в состав Волошовского сельсовета.
В 1997 году в деревне Белая Горка Волошовской волости проживали 14 человек, в 2002 году — 29 человек (все русские).
В 2007 году в деревне Белая Горка Волошовского СП проживали 25 человек.

## География
Деревня расположена в юго-западной части района на автодороге 41К-145 (Ретюнь — Сара-Лог).
Расстояние до административного центра поселения — 9 км.
Расстояние до ближайшей железнодорожной станции Серебрянка — 28 км.
Вокруг деревни расположены озёра: Большое Белое, Белое, Карасье, Сятмеро, Глубокое и Лиственка.

## Демография
| 1838 | 1862 | 1885 | 1997 | 2007 | 2010 | 2017 |
| ---- | ---- | ---- | ---- | ---- | ---- | ---- |
| 15   | ↗33  | ↘16  | ↘14  | ↗25  | ↘20  | ↘15  |

## Достопримечательности
Деревянная церковь Святого великомученика Дмитрия Солунского Мироточивого, первоначально была возведена в XVI веке, затем новая церковь в селе была построена в 1760—1764 годах. Храм был закрыт в 1932 году, сгорел в конце 1980-х годов.